# Калумбуру
Калумбуру (англ. Kalumburu) — населённый пункт на северо-западе Австралии, на территории штата Западная Австралия. Входит в состав графства Уиндем-Ист-Кимберли.

## История
Посёлок возник как миссия католического ордена бенедиктинцев в 1908 году и первоначально располагался на расстоянии 20 км к северо-востоку от своего настоящего месторасположения. В 1937 году, в связи с проблемой водоснабжения, посёлок был перенесён на берег реки Кинг-Эдуард.
После начала Второй мировой войны аэродром, расположенный вблизи посёлка, стал использоваться силами союзников в борьбе с Японией. 27 сентября 1943 года Калумбуру подвергся бомбардировке со стороны японских военно-воздушных сил.

## Географическое положение
Город находится в северо-восточной части штата, на берегу реки Кинг-Эдуард, на высоте 24 метров над уровнем моря.
Уиндем расположен на расстоянии приблизительно 2220 километров к северо-востоку от Перта, административного центра штата.

## Климат
| Показатель                    | Янв. | Фев. | Март | Апр. | Май  | Июнь | Июль | Авг. | Сен. | Окт. | Нояб. | Дек. | Год  |
| ----------------------------- | ---- | ---- | ---- | ---- | ---- | ---- | ---- | ---- | ---- | ---- | ----- | ---- | ---- |
| Абсолютный максимум, °C       | 40,9 | 38,1 | 37,3 | 40   | 37,3 | 33,5 | 34,7 | 37,3 | 39,4 | 40,5 | 42,3  | 39,7 | 42,3 |
| Средний суточный максимум, °C | 32,5 | 32,1 | 32,7 | 33,2 | 31,8 | 29,8 | 30,1 | 32,5 | 34,5 | 36   | 36,3  | 34,5 | 33   |
| Средняя температура, °C       | 27   | 27   | 27   | 25   | 23   | 20   | 20   | 22   | 25   | 28   | 29    | 28   | 25   |
| Средний суточный минимум, °C  | 22,8 | 22,6 | 21,9 | 18,7 | 14,4 | 11,6 | 10,1 | 12,7 | 16,6 | 20,1 | 22,3  | 23   | 18,3 |
| Абсолютный минимум, °C        | 17,9 | 18,4 | 16,5 | 9,4  | 5,2  | 1,5  | 1,7  | 4,2  | 7,5  | 9    | 13    | 18,2 | 1,5  |
| Источник: Weatherbase         |      |      |      |      |      |      |      |      |      |      |       |      |      |

## Демография
По данным переписи 2011 года численность населения Калумбуру составляла 469 человек.
Динамика численности населения города по годам:
| 2001 | 2006 | 2011 |
| ---- | ---- | ---- |
| 335  | 413  | 469  |

По данным переписи 2006 года в городе проживало 413 человек, из которых мужчины составляли 50,4 %, женщины — соответственно 49,6 %. 86,9 % горожан являлись представителями коренного населения Австралии (при общеавстралийском показателе 2,3 %).

Население города по возрастному диапазону по данным переписи 2006 года распределилось следующим образом: 41 % — жители младше 14 лет, 18,9 % — между 15 и 24 годами, 32,2 % — от 25 до 54 лет, 4,4 % — от 55 до 64 лет и 4,4 % — в возрасте 65 лет и старше. Средний возраст составлял 20 лет. Для большинства жителей Калумбуру родным языком является английский; пять человек также владели вунампальским языком (относится к австралийским языкам).
Перепись населения 2006 года показала, что в конфессиональной структуре населения 89,3 % составляют католики. На втором месте стоит группа, относящая себя к атеистам — 6,5 %, далее идут представители Объединённой церкви — 1 %, последователи Церкви Христа в Австралии — 0,7 % и англикане — 0,7 %.

## Транспорт
К северо-западу от города расположен одноимённый аэропорт (ICAO: YKLR).